# Phoenix vor Ort
Phoenix vor Ort (Eigenschreibweise: phoenix vor ort) ist eine Fernsehsendung in Form einer Live-Berichterstattung des deutschen Senders Phoenix. Die Sendung wird unregelmäßig ausgestrahlt.

## Konzept der Sendung
Die Sendung wird abwechselnd von Journalisten moderiert. Besondere Bereiche der Berichterstattung sind öffentliche Veranstaltungen aus Politik, Wirtschaft und Wissenschaft, aber auch Unglücke und Katastrophen.
Die Parlamentsberichterstattung bildet einen besonderen und gewichtigen Schwerpunkt. Ziel dabei ist es, jede Bundestags- und Bundesratssitzung am Fernseher live verfolgen zu können. Auch die Arbeit der Bundestagsausschüsse und anderer politischer Gremien sowie das Wirken von Verfassungsorganen wie z. B. Verhandlungen des Bundesverfassungsgerichts sind Gegenstand der Berichterstattung, außerdem Pressekonferenzen, Wahlveranstaltungen und Parteitage der politischen Parteien in Deutschland. Ebenfalls werden Großereignisse aus der gesamten europäischen Politik übertragen und in der Regel auch in die deutsche Sprache übersetzt.
Fester Bestandteil sind jeden Morgen die Rubriken phoenix tagesgespräch, in der bekannte Personen aus Politik, Wirtschaft oder Wissenschaft zu einem aktuellen tagespolitischen Thema zu Wort kommen, und phoenix nachgefragt, in der politische Hauptstadt-Korrespondenten zu den politischen Themen des Tages befragt werden.
Ebenso wie bei der Sendung phoenix der tag wird die Berichterstattung oft ergänzend von einem oder mehreren Fachjournalisten oder Wissenschaftlern kommentiert.